# Rhyacophila retracta
Rhyacophila retracta är en nattsländeart som beskrevs av Martynov 1914. Rhyacophila retracta ingår i släktet Rhyacophila och familjen rovnattsländor. Inga underarter finns listade i Catalogue of Life.